# Saul Zaentz
Saul Zaentz (Passaic, 28 febbraio 1921 – San Francisco, 3 gennaio 2014) è stato un produttore cinematografico e produttore discografico statunitense.
Ha prodotto numerosi film di grande successo, pluripremiati agli Oscar, vincendo la statuetta per il miglior film con Qualcuno volò sul nido del cuculo nel 1976; Amadeus nel 1985, entrambi diretti da Miloš Forman e Il paziente inglese nel 1997 del regista Anthony Minghella.

## Biografia
Nacque nel 1921 a Passaic (New Jersey) in una famiglia di origini ebraiche. Dopo la Seconda guerra mondiale, iniziò a collaborare nel campo del jazz, dove lavorò per un'etichetta discografica controllata da Norman Granz e si occupò dei tour di musicisti fra i quali spiccano Duke Ellington e Stan Getz.
Morì a 92 anni il  3 gennaio 2014, a causa di complicazioni del morbo di Alzheimer.